# کراسنویشرسک
شهر کراسنویشرسک (به روسی: Красновишерск) در کشور روسیه و در کرای پرم واقع شده‌است.